# Tucz

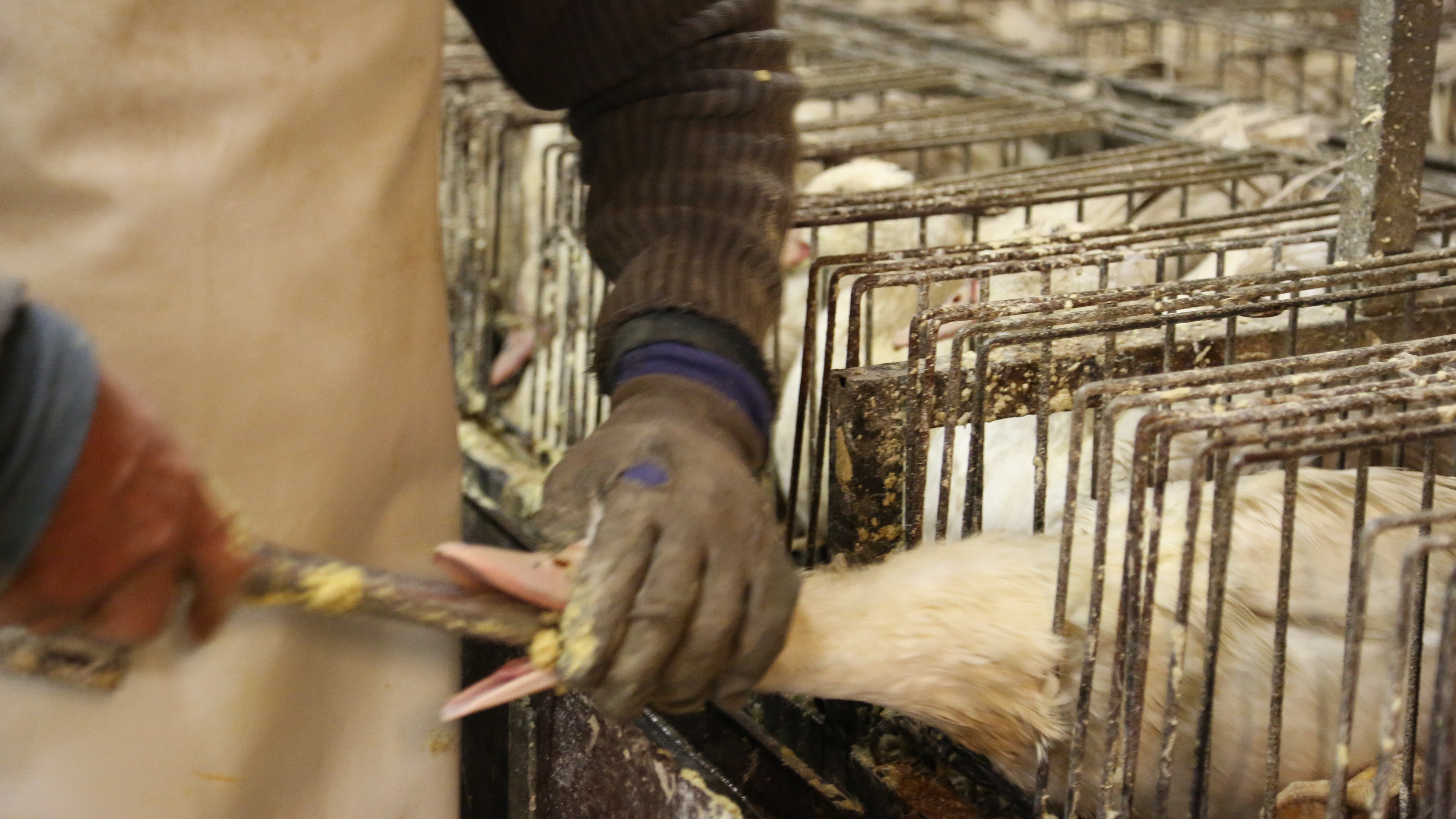
Tucz przymusowy gęsi. Na zdjęciu wlewanie gęsiom karmy w postaci półpłynnej papki do dzioba za pomocą specjalnej aparatury.

Tucz (opas, opasanie) – bardzo intensywne karmienie zwierzęcia przeznaczonego na ubój. Celem tuczu jest przekształcenie podawanych zwierzęciu pasz na mięso i tłuszcz. Tucz różni się w zależności od gatunku zwierzęcia.
Słowem tucz określa się trzodę chlewną, a słowem opas bydło i inne przeżuwacze oraz konie. Określenie opas oznacza też  utuczone już bydło, np. opasy na sprzedaż. Utuczone świnie określa się natomiast mianem tuczników.
Tuczyć można zarówno samce jak i samice, jednak w przypadku samców wiąże się to prawie zawsze z kastracją. Wykastrowany samiec dużo szybciej przybiera na wadze, poza tym jego mięso ma lepszy smak. Poszczególne rodzaje tuczu w przypadku trzody chlewnej można wyróżnić na podstawie tempa przyrostów, celu (pożądanego produktu) oraz rodzaju paszy podawanej zwierzęciu. W tuczu drobiu można również oprzeć podział o sposób podawania paszy – tuczu może być dobrowolny lub przymusowy.

## Tucz trzody chlewnej
W Polsce obecnie popularny jest tucz zbożowy. Dawniej w żywieniu świń wykorzystywano ziemniaki, serwatkę, kiszonkę z wilgotnego ziarna kukurydzy - CCM oraz odpadki kuchenne.
Czynniki decydujące o wynikach tuczu: właściwości genetyczne, żywienie, masa ubojowa, warunki utrzymania, zdrowie świń.

### Systemy tuczu trzody chlewnej
1. Tucz drobnotowarowy - prowadzony jest w gospodarstwach indywidualnych. Cechuje się nierentownością i sezonowością[5].
2. Tucz wielkotowarowy (przemysłowy) - prowadzony jest na masową skalę, charakteryzuje się tzw. zamkniętym cyklem produkcji. Zalety systemu przemysłowego to mały nakład pracy, łatwość zarządzania, rytm produkcyjny równomierny w ciągu całego roku, wykorzystanie potencjału produkcyjnego zwierząt, niski koszt ogólny, wysoki zysk w stosunku do kosztów. Pierwsze fermy tuczu przemysłowego zaczęły powstawać od lat 60 XX w[5].
  - Włoski system Gi-Gi - nazwa od firmy Gi-Gi która na początku lat 60. zbudowała fermę produkującą 36500 tuczników rocznie w cyklu zamkniętym. Wydajność fermy wynosiła 100 tuczników na dzień[5].
3. Tucz nakładczy, farmerski, usługowy, kontraktowy jest to system produkcji trzody chlewnej w systemie "tuczarnia pusta – tuczarnia pełna". Ten system produkcji jest coraz popularniejszy w Polsce.

### Opłacalność tuczu trzody chlewnej
Minimalne założenia technologiczne opłacalności produkcji trzody chlewnej w Polsce rok 2016.
| Zużycie paszy (kg/rok)        | typowe min. wartości |
| - locha                       | < 1100               |
| - tucznik                     | < 260                |
| - warchlak                    | < 30                 |
| Wiek tucznika (dni)           | 160                  |
| Termin odsadzenia (dni)       | 21 - 28              |
| Okres odchowu warchlaka (dni) | 50 - 60              |
| Okres tuczu (dni)             | < 90                 |
| Długość cyklu lochy (dni)     | 145 - 150            |
| Częstotliwość oproszeń rok    | > 2,4                |
| Ilość sztuk w miocie (szt.)   | 11 - 14              |
| Upadki (%)                    |                      |
| - prosiąt                     | 5 - 7                |
| - warchlaków                  | 2 - 3                |
| - tuczników                   | < 1                  |
| Inseminacja (% loch)          | 100                  |
| Remont loch (% sztuk)         | 40                   |
| Skuteczność krycia (%)        | > 90                 |